# 相坂顕明院
相坂 顕明院 （あいさか けんみょういん）は、戦国時代から安土桃山時代にかけての武将、僧。三戸南部氏一族の北氏の家臣。臨済宗の僧。

## 略歴
天正16年（1588年）、出羽国比内郡の戦いで、三浦秀兼（五城目兵庫）の救援に赴いた北弾正（北信愛の一族）の配下。この戦いが南部方の敗北となり主君や他の家臣11人と共に敗走したが、五城目で秋田勢に包囲されたため自害した。現在は自害した地に建立された十三騎神社に主君・弾正と共に祀られている。